# 西川順之助
西川 順之助（にしかわ じゅんのすけ、1932年8月19日 - 2024年3月15日）は、日本の元バレーボール選手、実業家。

## 来歴・人物
三重県で生まれる。同県松阪市出身。
早稲田大学に入学し、バレーボール部に入部し、6人制バレーボールの草分け的存在となる。1953年には、渡米チームのメンバーにも選ばれた。
大学卒業後は、中日新聞社に入社し、バレーボール担当記者を長く務め、テレビ解説も担当した。
その一方で、2001年から2011年までに中日ドラゴンズの球団社長を務めた。
2024年3月15日、老衰のため名古屋市中区の病院で死去。91歳没。
著書に『わかりやすい バレーボールのルール(6人制、9人制)』（成美堂出版、1999年）がある。